# Kalvin Phillips
Pour les articles homonymes, voir Phillips.
Kalvin Mark Phillips, né le 2 décembre 1995 à Leeds en Angleterre, est un footballeur international anglais qui évolue au poste de milieu de terrain à Manchester City.

## Biographie

### Carrière en club

#### Leeds United
Le 6 avril 2015, Kalvin Phillips fait ses débuts avec Leeds United lors d'un match de deuxième division anglaise contre les Wolverhampton Wanderers (victoire 4-3). il joue l'intégralité de cette rencontre.
Il inscrit son premier but en professionnel cinq jours plus tard, le 11 avril, contre Cardiff City. Malgré tout, Leeds s'incline sur le score de 1-2.
Le 9 septembre 2019, Phillips prolonge son contrat de cinq années supplémentaires, soit jusqu'en juin 2025.
Sous la direction de Marcelo Bielsa, il participe à la montée du club en première division, Leeds étant sacré champion à l'issue de la saison 2019-2020.

#### Manchester City
Le 4 juillet 2022, il s’engage pour six saisons avec Manchester City. Il joue son premier match sous ses nouvelles couleurs le 7 août 2022, lors de la première journée de la saison 2022-2023 de Premier League face à West Ham United. Il entre en jeu à la place de Rodri et son équipe s'impose par deux buts à zéro.

### En sélection
Le 25 août 2020, Phillips est convoqué pour la première fois en équipe d'Angleterre par Gareth Southgate pour disputer les matchs de Ligue des nations contre  l'Islande et le Danemark. Le 8 septembre suivant, il honore sa première sélection avec les Three Lions en étant titularisé contre le Danemark (0-0 score final).
Le 25 mai 2021, Kalvin Phillips figure dans la pré-liste des trente-trois joueurs anglais appelés à participer à l'Euro 2020. Il est retenu dans la liste finale pour participer à l'Euro. L'Angleterre est finaliste de cette compétition.
Le 10 novembre 2022, il est sélectionné par Gareth Southgate pour participer à la Coupe du monde 2022.

## Vie personnelle
Kalvin Phillips est né en Angleterre d'une mère anglaise et d’un père jamaïcain .

## Statistiques
| Saison                | Club                   | Championnat           | Championnat | Championnat | Coupe nationale | Coupe nationale | Coupe de la Ligue | Coupe de la Ligue | Compétition(s) continentale(s) | Compétition(s) continentale(s) | Compétition(s) continentale(s) | Football League Trophy | Football League Trophy | Coupe du monde des clubs | Coupe du monde des clubs | Angleterre | Angleterre | Total | Total |
| Saison                | Club                   | Division              | M.          | B.          | M.              | B.              | M.                | B.                | Comp.                          | M.                             | B.                             | M.                     | B.                     | M.                       | B.                       | M.         | B.         | M.    | B.    |
| 2014-2015             | Leeds United           | Championship          | 2           | 1           | -               | -               | -                 | -                 | -                              | -                              | -                              | -                      | -                      | -                        | -                        | -          | -          | 2     | 1     |
| 2015-2016             | Leeds United           | Championship          | 10          | 0           | 0               | 0               | 0                 | 0                 | -                              | -                              | -                              | -                      | -                      | -                        | -                        | -          | -          | 10    | 0     |
| 2016-2017             | Leeds United           | Championship          | 33          | 1           | 2               | 0               | 5                 | 0                 | -                              | -                              | -                              | -                      | -                      | -                        | -                        | -          | -          | 40    | 1     |
| 2017-2018             | Leeds United           | Championship          | 41          | 7           | 1               | 0               | 1                 | 0                 | -                              | -                              | -                              | -                      | -                      | -                        | -                        | -          | -          | 43    | 7     |
| 2018-2019             | Leeds United           | Championship          | 42          | 1           | 0               | 0               | 2                 | 0                 | -                              | -                              | -                              | 2                      | 0                      | -                        | -                        | -          | -          | 46    | 1     |
| 2019-2020             | Leeds United           | Championship          | 37          | 2           | 1               | 0               | 2                 | 0                 | -                              | -                              | -                              | -                      | -                      | -                        | -                        | -          | -          | 40    | 2     |
| 2020-2021             | Leeds United           | Premier League        | 29          | 1           | 1               | 0               | 0                 | 0                 | -                              | -                              | -                              | -                      | -                      | -                        | -                        | 15         | 0          | 45    | 1     |
| 2021-2022             | Leeds United           | Premier League        | 20          | 0           | -               | -               | 3                 | 1                 | -                              | -                              | -                              | -                      | -                      | -                        | -                        | 8          | 0          | 31    | 1     |
| Sous-total            | Sous-total             | Sous-total            | 215         | 13          | 5               | 0               | 13                | 1                 | -                              | 0                              | 0                              | 2                      | 0                      | 0                        | 0                        | 23         | 0          | 258   | 14    |
| 2022-2023             | Manchester City        | Premier League        | 12          | 0           | 4               | 0               | 2                 | 0                 | C1                             | 3                              | 0                              | -                      | -                      | -                        | -                        | 4          | 1          | 25    | 1     |
| 2023-2024             | Manchester City        | Premier League        | 4           | 0           | -               | -               | 1                 | 0                 | C1                             | 4                              | 1                              | -                      | -                      | 1                        | 0                        | 3          | 0          | 13    | 1     |
| Sous-total            | Sous-total             | Sous-total            | 16          | 0           | 4               | 0               | 3                 | 0                 | -                              | 7                              | 1                              | 0                      | 0                      | 1                        | 0                        | 7          | 1          | 38    | 2     |
| 2023-2024             | West Ham United (prêt) | Premier League        | 8           | 0           | -               | -               | -                 | -                 | C3                             | 2                              | 0                              | -                      | -                      | -                        | -                        | -          | -          | 10    | 0     |
| Sous-total            | Sous-total             | Sous-total            | 8           | 0           | 0               | 0               | 0                 | 0                 | -                              | 2                              | 0                              | 0                      | 0                      | 0                        | 0                        | 0          | 0          | 10    | 0     |
| 2024-2025             | Ipswich Town (prêt)    | Premier League        | 10          | 0           | -               | -               | 1                 | 0                 | -                              | -                              | -                              | -                      | -                      | -                        | -                        | -          | -          | 11    | 0     |
| Sous-total            | Sous-total             | Sous-total            | 10          | 0           | 0               | 0               | 1                 | 0                 | -                              | -                              | -                              | 0                      | 0                      | 0                        | 0                        | 0          | 0          | 11    | 0     |
| Total sur la carrière | Total sur la carrière  | Total sur la carrière | 249         | 13          | 9               | 0               | 17                | 1                 | -                              | 8                              | 1                              | 2                      | 0                      | 1                        | 0                        | 30         | 0          | 316   | 15    |

## Palmarès

### En club
Leeds United
- Championship (D2)
  - Champion : 2020

 Manchester City
- Premier League
  - Champion : 2023, 2024
- Coupe d'Angleterre
  - Vainqueur : 2023
- Coupe du monde des clubs de la FIFA
  - Vainqueur : 2023
- Ligue des champions de l'UEFA
  - Vainqueur : 2023

### En sélection nationale
- Finaliste du Championnat d'Europe en 2021

### Distinctions personnelles
- Joueur anglais de l'année en 2021[14].
- Membre de l'équipe-type de D2 anglaise en 2020[15].
- Joueur de la saison de Leeds United en 2021.